# Andrea Hauksdóttir
Andrea Rán Snæfeld Hauksdóttir, née le 28 janvier 1996, est une footballeuse internationale islandaise évoluant au poste de milieu de terrain.

## Biographie

### Carrière en club
Andrea Hauksdóttir commence sa carrière senior en 2011 avec Breiðablik dans le championnat islandais, jouant son premier match de championnat le 10 septembre 2011. Ce sera ses seules minutes de jeu de la saison 2011. Dans la saison 2012, elle est utilisée dans 12 des 18 matchs de la saison et marque son premier but en championnat le 21 août 2012 contre l'UMF Stjarnan (défaite 1-3). Au cours des années suivantes, son temps de jeu augmente, étant utilisée dans les 18 matchs de championnat en 2014 et 2015. En 2015, 2018 et 2020, elle est championne d'Islande avec Breiðablik.
De 2016 à 2019, en parallèle du championnat islandais, elle rejoint le championnat universitaire aux États-Unis, jouant pour les Bulls de l'université du Sud de la Floride. Avec cette équipe, elle dispute 78 matchs, marquant 18 buts et délivrant 26 passes décisives. Elle est nommée milieu de terrain de l'année de l'American Athletic Conference en 2018 et 2019.
En janvier 2021, elle est prêtée jusqu'à la fin de saison au Havre AC, en France.

### Carrière internationale
Après avoir évoluée avec les sélections nationales jeunes, Andrea Hauksdóttir fait sa première apparition avec l'équipe nationale senior le 14 février 2016 contre la Pologne, et son marque premier but. Lors de l'Algarve Cup 2016, elle joue deux matchs. Elle attend près de deux ans avant de pouvoir rejouer avec sa sélection, lors d'un match amical contre la Norvège en janvier 2018. Lors de la Algarve Cup 2018, elle joue trois matchs, puis deux autres lors de l'édition 2019.

## Palmarès

### En club
Breiðablik
- Úrvalsdeild kvenna (3)
  - 2015, 2018, 2020
- Coupe d'Islande (3)
  - 2013, 2016, 2018
- Supercoupe d'Islande (2)
  - 2014, 2016

### Distinctions individuelles
- Milieu de terrain de l'année de l'American Athletic Conference (2)
  - 2018, 2019
- American Athletic Conference All-Conference First Team (3)
  - 2017, 2018, 2019